# Litancyra octoseta
Litancyra octoseta är en ringmaskart som beskrevs av Anne D. Hutchings 1977. Litancyra octoseta ingår i släktet Litancyra och familjen Terebellidae. Inga underarter finns listade i Catalogue of Life.